# Platonismo matemático
Platonismo, na filosofia da matemática, é a ideia de que os objetos matemáticos existem, independentemente dos matemáticos, sendo imutáveis e eternos. O termo foi cunhado por Paul Bernays, para descrever as ideias de David Hilbert.
Segundo Bernays:
Um exemplo deste modo de estabelecer uma teoria pode ser visto na axiomatização da geometria por Hilbert. Se comparamos os axiomas de Hilbert com os de Euclides, (...) notamos que Euclides fala de figuras sendo construídas, enquanto, para Hilbert, o sistema de pontos, retas e planos existe desde o início. Euclides postula: podemos unir dois pontos por uma reta; Hilbert declara o axioma: Dados dois pontos, existe uma linha reta onde os dois estão situados. "Existe", aqui, se refere ao sistema de linhas retas.
Este exemplo mostra que esta tendência, que estamos falando, consiste em ver os objetos tendo uma existência separada do objeto sendo estudado.
Como esta tendência se adequa à filosofia de Platão, permitam-me chamar isto de "Platonismo".
Como consequência do Platonismo, temos, por exemplo, a propriedade do tertium non datum para os números inteiros: seja P um predicado sobre os inteiros, então, ou P é verdade para todos inteiros, ou existe alguma exceção.

## Platonismo e realismo
O platonismo matemático é uma forma de realismo matemático e, as vezes, ambas posições são confundidas. Entretanto, segundo Putnam, a forma mais geral de realismo faz referência unicamente à proposições matemáticas e a sua verdade, sem assumir pressupostos metafísicos sobre a existência de objetos matemáticos, como faz o platonismo matemático. Tanto para o platonista como para o realista faz sentido se perguntar pela verdade ou falsidade de um enunciado, incluso nos casos em que ele não pode ser nem demonstrado nem refutado no sistema axiomático habitual, como acontece com a Hipótese do Contínuo na Teoria de Conjuntos de Zermelo-Fraenkel, se estes axiomas são consistentes.